# Tarasa rhombifolia
Tarasa rhombifolia är en malvaväxtart som beskrevs av Antonio Krapovickas. Tarasa rhombifolia ingår i släktet Tarasa och familjen malvaväxter. Inga underarter finns listade i Catalogue of Life.